# District de Xishan (Wuxi)
Pour les articles homonymes, voir Xishan.
Le district de Xishan (锡山区 ; pinyin : Xīshān Qū) est une subdivision administrative de la province du Jiangsu en Chine. Il est placé sous la juridiction de la ville-préfecture de Wuxi.

## Démographie
La population du district était de 988 872 habitants en 1999.

## Galerie

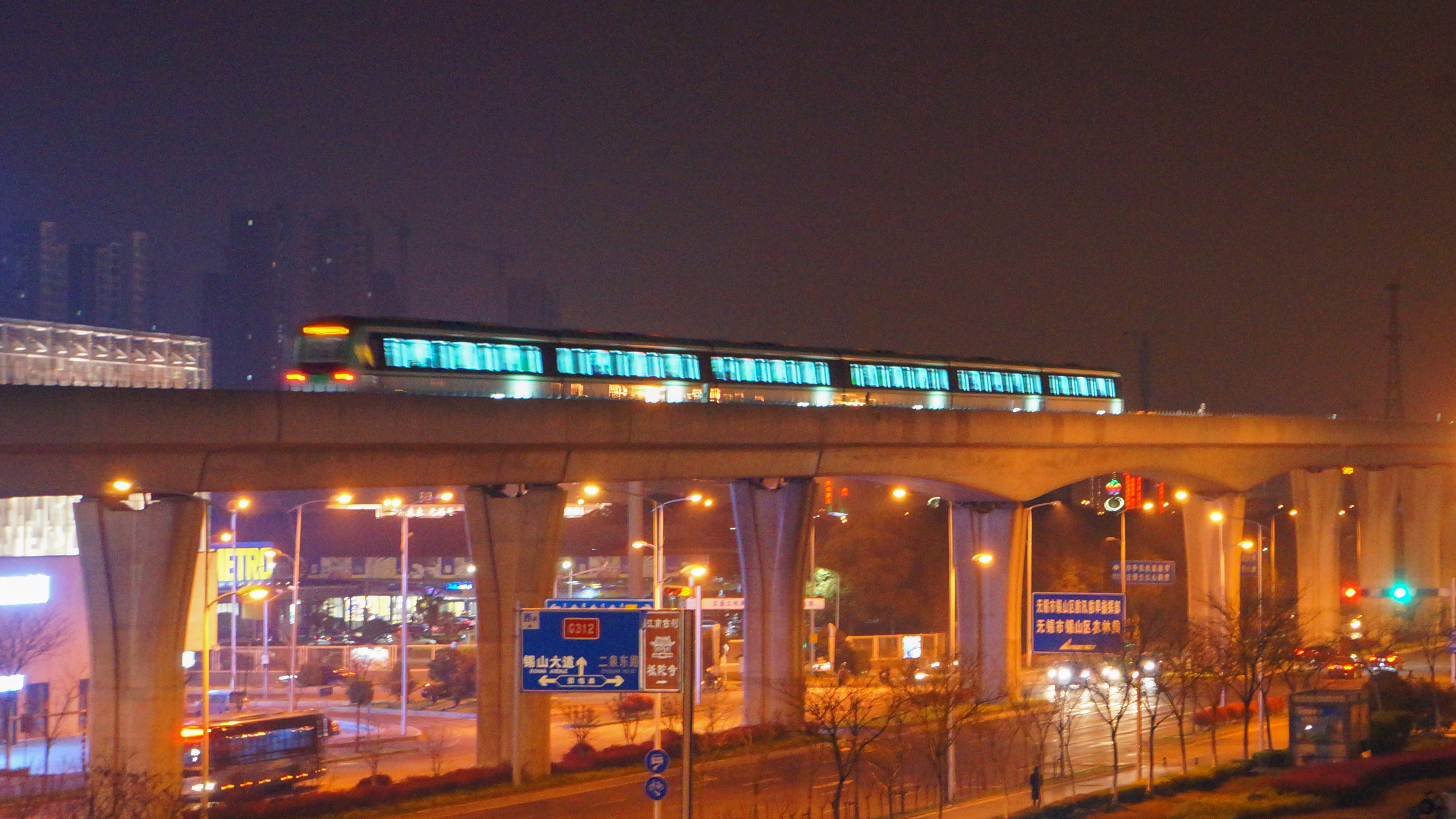
Ligne du métro 2 de Wuxi dans l'arrondissement
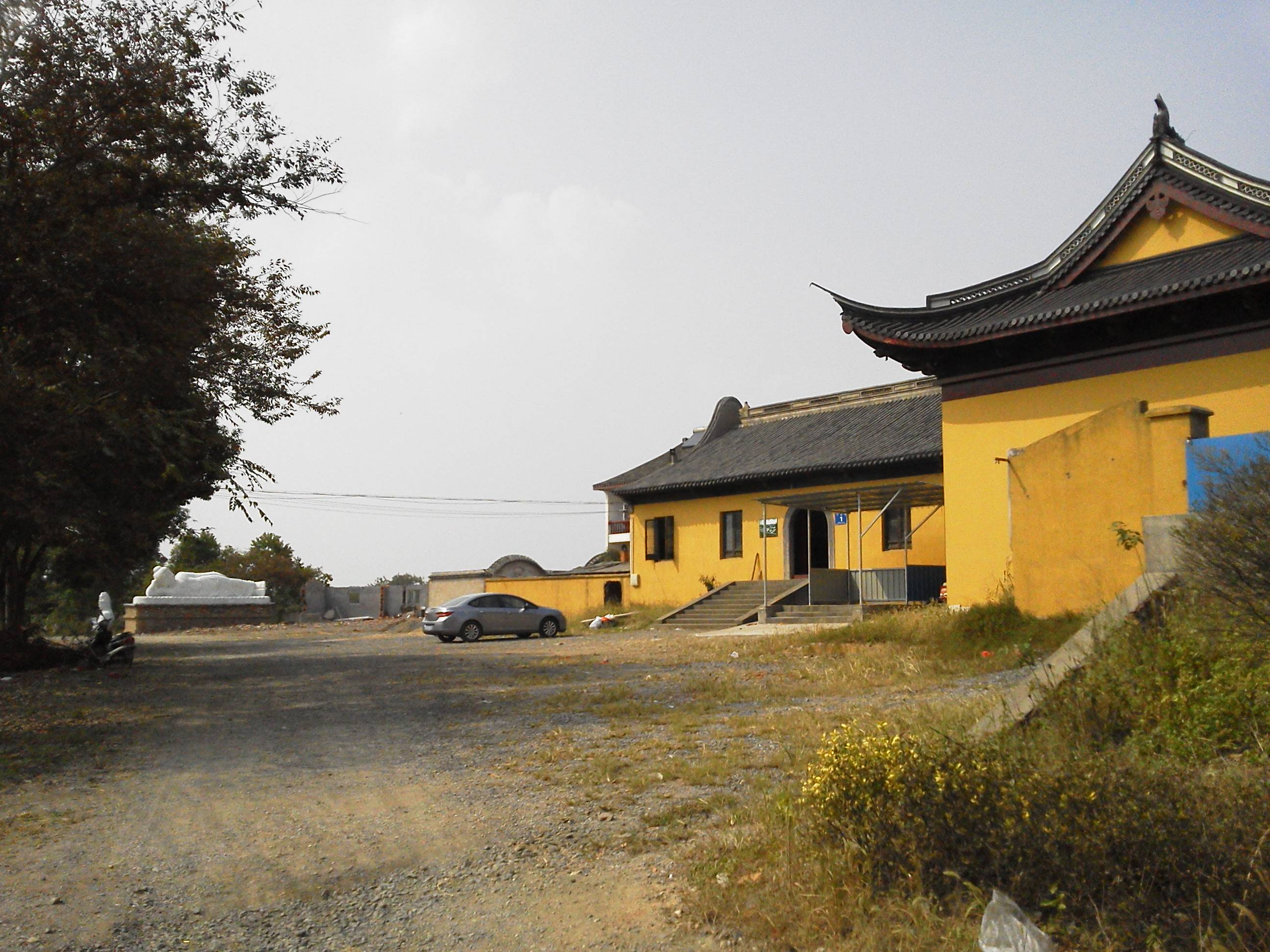
Bâtiment de l'époque impériale